# Vîdrîcika, Rahău
Vîdrîcika (în ucraineană Видричка) este o comună în raionul Rahău, regiunea Transcarpatia, Ucraina, formată numai din satul de reședință.

## Demografie
Componența lingvistică a comunei Vîdrîcika
     Ucraineană (99,61%)
     Alte limbi (0,39%)
Conform recensământului din 2001, majoritatea populației comunei Vîdrîcika era vorbitoare de ucraineană (99,61%), existând în minoritate și vorbitori de alte limbi.